# Iclingas

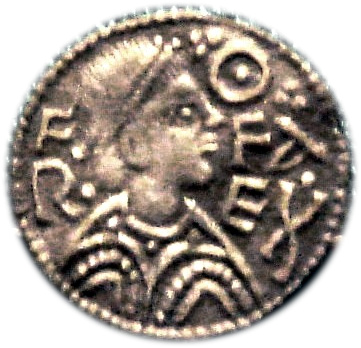
Penique de plata de Offa de Mercia

Los Iclingas (también Iclings o Casa de Icel) fueron una dinastía de Reyes de Mercia durante los siglos VII y VIII, nombrados así en memoria de Icel (también Icil), bisnieto de Offa de Angel, un legendario o semi-legendario personaje de la era de las migraciones al que se le hacía descendiente de Woden por las genealogías reales anglosajonas.
Los Iclingas alcanzaron el cenit de su poder con Offa de Mercia (r. 757–796), que logró la hegemonía sobre el resto de estados anglosajones, y se proclamó "rey de los ingleses", pero la dinastía perdió pronto el control sobre Mercia poco después de su muerte.
Penda, que se convirtió en rey de Mercia en torno al año 626 y fue el primer rey nombrado en las listas de la Anglian colection, y al propio tiempo el último rey pagano de Mercia, fue el artífice de una dinastía que proporcionó al menos once reyes al trono de Mercia. Fuentes genealógicas posteriores otorgan ascendencia iclinga a otros cuatro monarcas, pero actualmente se creen que descienden de la reama de la hermana de Penda.
La propia historicidad de Icel es objeto de debate; según Nicholas Brooks, de haber existido, habría vivido en algún momento entre 450 y 525 y se le considera el fundador de la dinastía porque fue el primero de su linaje en Gran Bretaña. A pesar de las reivindicaciones de los Icelingas de sus lazos con los gobernantes y héroes míticos de la Anglia continental y con el dios-guerrero Woden, Brooks sugiere que los icelingas fueron, antes del ascenso de Penda, una más de las numerosas casas reales de los pequeños grupos tribales que habitaban las Midlands, tal como está registrado en el Tribal Hidage con una superficie atribuida de entre 300 y 600 hides de terreno. La ascendencia de Icel según la tradición es como sigue: Icel hijo de Eomer hijo de Angeltheow hijo de Offa hijo de Wermund hijo de Wihtlæg, hijo, nieto o bisnieto de Woden.
En esta tradición, Icel es el líder de los anglos que Britania. Icel es entonces separado del establecimiento de Mercia por tres generaciones: el hijo de Icel fue Cnebba, cuyo hijo era Cynewald, cuyo hijo era Creoda, primer rey de Mercia.
Mateo de París s.a. 527 informa "...de Germania llegaron los paganos y ocuparon el Este de Anglia... Algunos de los cuales invadieron Mercia y luchados muchas batallas con los britanos..." Esta fecha, aun así, quizás tendría que ser corregida a 515.
La Vita Sancti Guthlaci (Vida de Santo Guthlac) describe a Guthlac de Crowland como hijo de Penwalh, un Merciano quién podría remontar sus orígenes a Icel.
Se ha sugerido que varios nombres de lugar en Inglaterra derivan del nombre de Icel o del de Iclingas, incluyendo Icklingham, Ickleford, Ickleton y Ixworth. Norman Scarfe señaló que el Icknield Way aparece referido en documentos antiguos como Icenhylte weg y Icenhilde weg y sugirió una conexión entre Icklingham y los Iceni, a pesar de que Warner (1988) ha planteado dudas sobre la identificación. El nombre Iclinga  sobrevive como "Hickling" y varias ortografías similares.

## Lista de reyes
Los siguientes son reyes Iclinga de Mercia cuya existencia es cierta. La existencia de Creoda de Mercia es de incierta (de existir lo habría hecho a finales del siglo VI). Cearl de Mercia que gobernó a comienzos del siglo VII probablemente no fue un Iclinga.
| Gobernante | Reinado   | Notas biográficas | Muerto                      |
| ---------- | --------- | --- | --------------------------- |
| Penda      | c.626–655 | Hijo de Pybba. Convirtió a Mercia en potencia hegemónica entre los reinos anglosajones. Último gobernante pagano de Mercia. Muerto en batalla por Oswiu de Northumbria.         | 15 de noviembre de 655      |
| Eowa       | c.635–642 | Hijo de Pybba. Cogobernante. Murió en batalla. | 5 de agosto de 642          |
| Peada      | c.653–656 | Hijo de Penda. Cogobernante en sureste de las Midlands. Asesinado. | 17 de abril de 656          |
| Wulfhere   | 658–675   | Hijo de Penda. Restauró el dominio merciano en Inglaterra. Primer rey cristiano de todo Mercia.                                                                                 | 675                         |
| Etelredo I | 675–704   | Hijo de Penda. Abdicó y se retiró a un monasterio en Bardney. | 716                         |
| Coenredo   | 704–709   | Hijo de Wulfhere. Abdicó y se retiró en Roma. | ?                           |
| Ceolredo   | 709–716   | Hijo de Etelredo I. Probablemente envenenado. | 716                         |
| Ceolwald   | 716       | Presunto hijo de Etelredo I (pudo no haber existido). | 716                         |
| Etelbaldo  | 716–757   | Nieto de Eowa. Proclamado rey de Gran Bretaña en 736. Asesinado por sus guardaespaldas.                                                                                         | 757                         |
| Offa       | 757–796   | Tataranieto de Eowa. El más grande y poderosos de todos los reyes Mercianos, proclamado rey de los ingleses en 774, construyó el muro de Offa, e introdujo el penique de plata. | 26 o 29 de julio de 796     |
| Ecfrido    | 787-796   | Hijo de Offa. Cogobernante, murió de repente pocos meses después de su padre.                                                                                                   | 14 o 17 de diciembre de 796 |